# Kawasaki KSR110
La Kawasaki KSR110 es una minimoto apta para circular por carretera fabricada en el Sudeste Asiático por Kawasaki. Diseñada a partir de la popular gama KLX/KX de motocicletas de carreras de dirt track, la KSR estaba dirigida principalmente a los motociclistas más jóvenes que necesitan una motocicleta práctica, adecuada para el día a día, pero con capacidades similares a las de  otras máquinas más convencionales. Se basó en una plataforma underbone, más específicamente en la de la Kawasaki Edge 110, con la que compartía la misma configuración de motor.

## Historia
La motocicleta se lanzó por primera vez en Tailandia a principios de 2002 y fue la primera y única motocicleta estilo "supermoto en miniatura" de Kawasaki. Originalmente estaba dedicada a niños y jóvenes que acababan de aprender a conducir una motocicleta, como alternativa a un escúter. En 2013 la KSR comenzó a exportarse a otros países del sudeste asiático, como Indonesia, Filipinas, Malasia y Vietnam.
Se renovó a mediados de 2013, introduciendo varios cambios de diseño menores e incorporando un motor de arranque para complementar al pedal de arranque estándar. Además, en 2014 se lanzó una nueva variante en Indonesia, la KSR Pro. La única diferencia de la KSR Pro con la motocicleta original es la adición de una caja de cambios manual convencional, con embrague estándar.